# Open-containerschip
Een open-containerschip, ook wel open-top containerschip genoemd, is een containerschip waarbij de laadruimen niet worden afgesloten door luikdeksels. Een groot voordeel is dat hierbij de luiken niet steeds verwijderd en teruggeplaatst hoeven te worden voor containers die onderdeks staan, waardoor de belading ook flexibeler wordt. Door de bovendeks doorlopende cell guides of geleidebanen hoeven er ook geen twistlocks en sjorringen op de containers gezet te worden. Daarnaast kan het draagvermogen toenemen, doordat het gewicht van de luikdeksels ontbreekt.
Hoewel het uitwateringsverdrag het ontbreken van luiken eigenlijk niet toestaat, is er ruimte voor vrijstellingen hiervan bij nieuwe ontwerpen. Bij zwareladingschepen werd dit al toegepast, aangezien deze al vanaf de jaren 1970 zonder luikdeksels voeren.
Het eerste open-containerschip was de Bell Pioneer dat in 1990 in de vaart kwam voor Bell Lines. Dit schip met een capaciteit van 301 teu werd ingezet tussen Ierland, het Verenigd Koninkrijk en Europa. Dit ontwerp van Advanced Ship Design had een groter vrijboord om te voorkomen dat er groen water aan dek kwam. Ook waren er extra grote lenspompen geïnstalleerd om regenwater te verwijderen. Het ruim voor de accommodatie was wel afgesloten met een luikdeksel. De Euro Power werd twee jaar later opgeleverd naar vergelijkbaar, maar iets groter ontwerp.
In 1991 kwam Nedlloyd met een aanmerkelijk grotere serie, de Ultimate Container Carrier (UCC). Hiervan zouden er vijftien gebouwd worden, maar uiteindelijk werden dit er zeven, waarvan vijf kleinere panamax van 3560 teu – de Nedlloyd Asia, Nedlloyd Europa, Nedlloyd America, Nedlloyd Africa en Nedlloyd Oceania – en twee grotere postpanamax van 4112 teu – de Nedlloyd Hongkong en Nedlloyd Honshu. Deze open-containerschepen waren gebouwd met alleen op het voorste laadruim luikdeksels, de ruimen daarachter waren open. Ook waren ze zo gebouwd dat er met een kleine kernbemanning van maritiem officieren gevaren kon worden.
Scheepswerf De Hoop bouwde in 1992 de Atlantic Lady en in 1993 de European Express van 1646 teu en voor Norasia werden tussen 1993 en 1996 zes open schepen gebouwd van de Norasia-Fribourg-klasse van 3429 teu.
Wagenborg liet in 1994 de Reggeborg en de Reestborg bouwen van 558 teu. De European Express werd in 2003 van Vroon overgenomen en herdoopt in Rhoneborg. In 2007 werd de Rijnborg opgeleverd.
De Sietas-werf in Hamburg heeft enkele series van open schepen gebouwd, de Sietas type 160 van 700 teu, de Sietas type 168 van 862 teu en de Sietas type 178 van 1425 teu.

## Fotogalerij

Open-top containerschepen
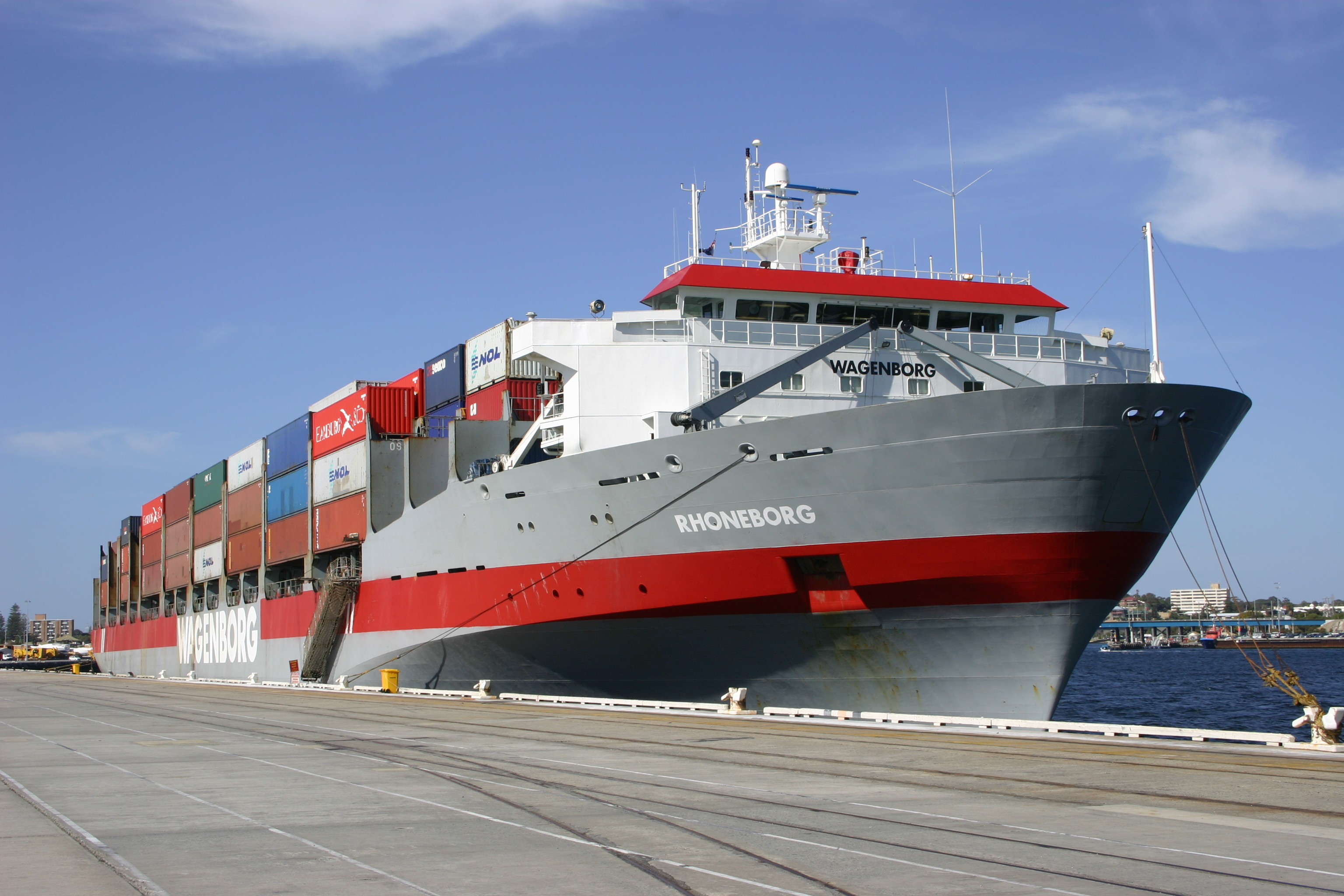
De 1646 teu Rhoneborg in de haven van Fremantle
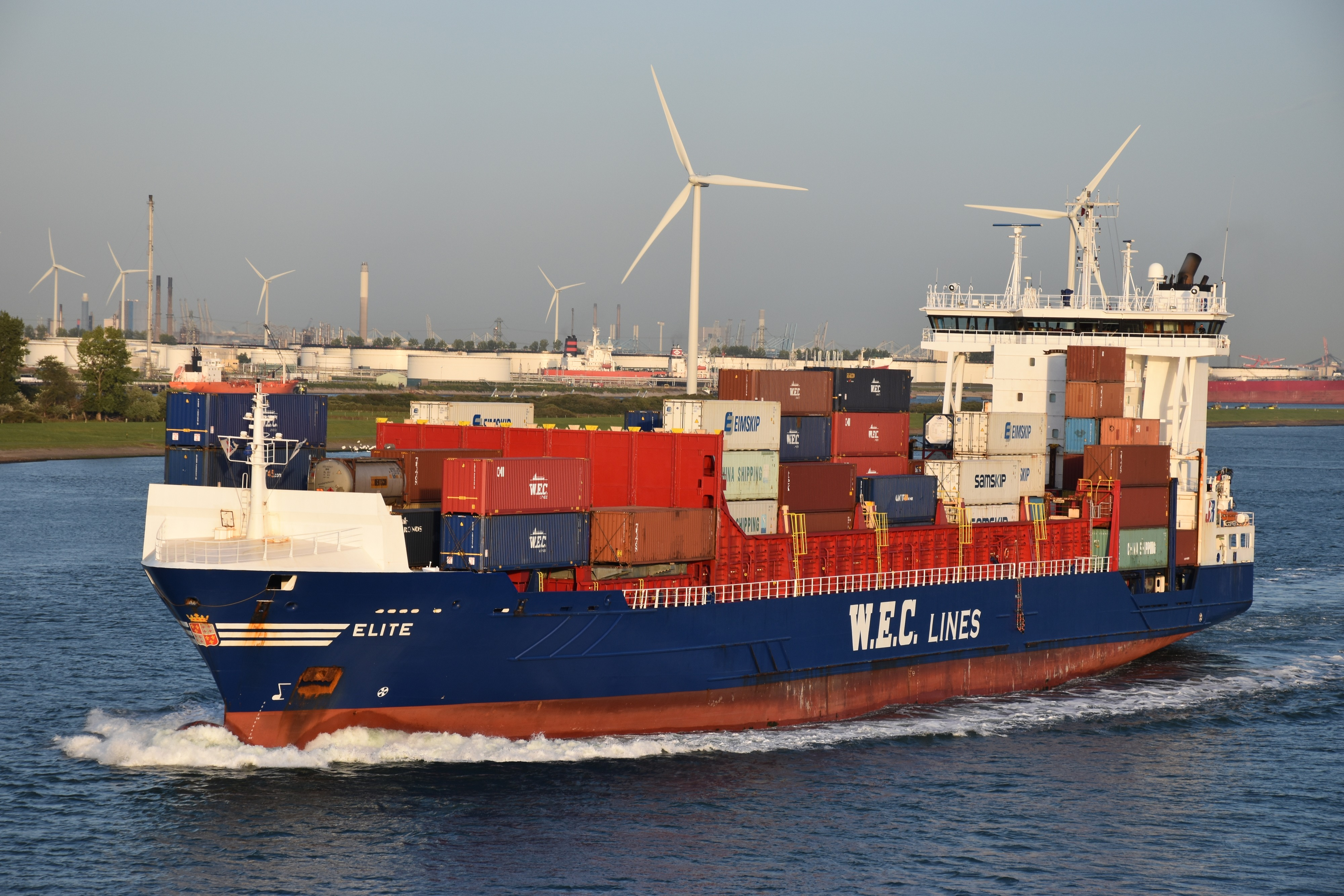
De Elite binnenkomend op de Nieuwe Waterweg (Sietas type 168)
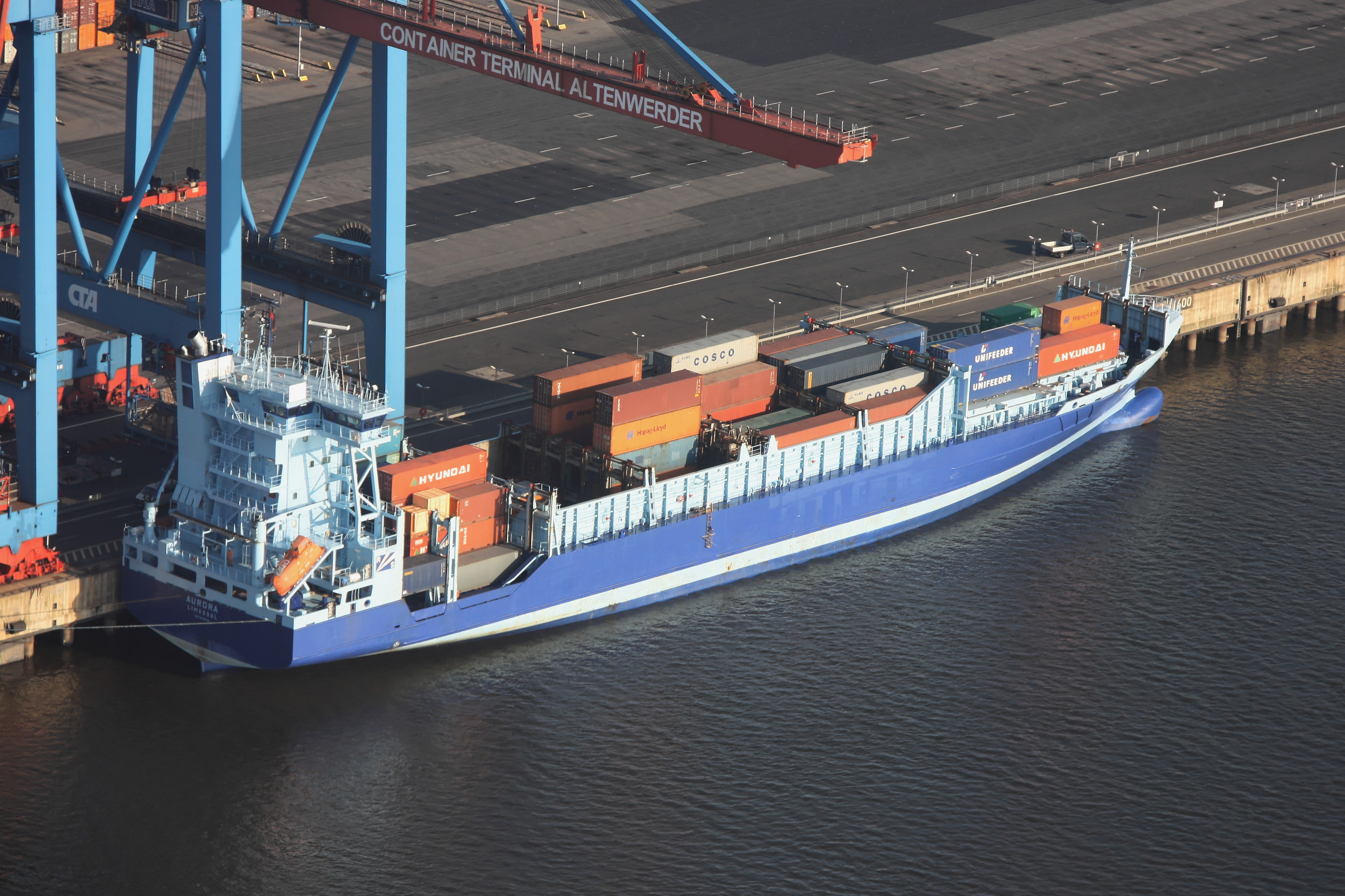
Sietas type 168 Aurora in de haven van Hamburg. Goed zichtbaar is het ontbreken van luiken op de middelste ruimen.
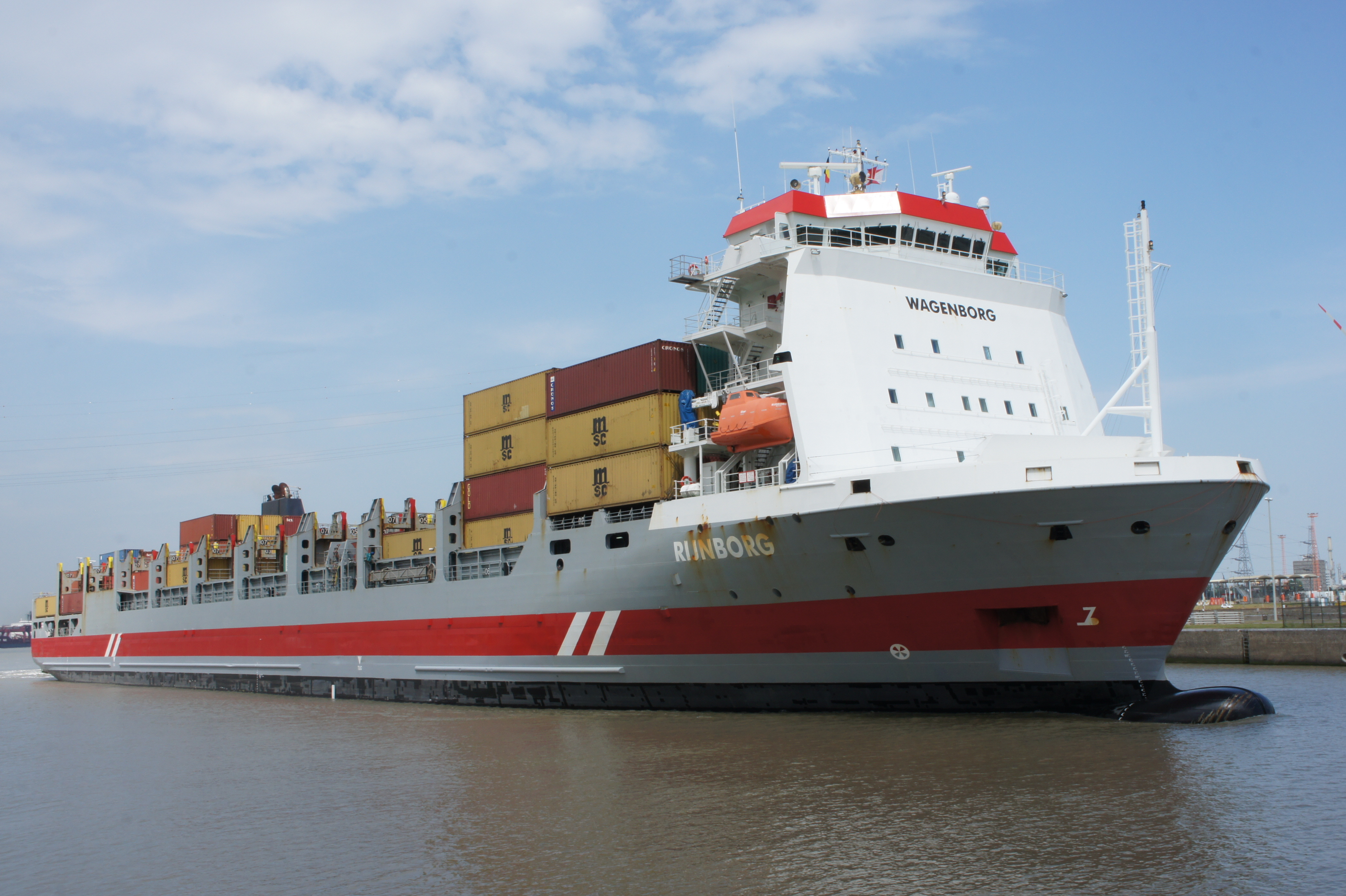
De 1700 teu Rijnborg in de haven van Antwerpen